# 杉浦正一郎
杉浦 正一郎（すぎうら しょういちろう、1911年2月9日 - 1957年2月23日）は、日本の俳諧研究者。
兵庫県神戸市生まれ。1934年東京帝国大学文学部卒。大阪高等学校の友人と『コギト』を創刊。志田義秀、潁原退蔵に師事して俳諧を研究。天理図書館、千代田女子専門学校、佐賀高等学校、戦後北海道大学助教授、九州大学助教授、同教授。在職中に46歳で死去。

## 著書
- 『芭蕉研究』岩波書店 1958
- 『おくのほそ道評釈』東京堂(国文学評釈叢書)1959

共編
- 『大和文學巡禮』坪井明共編 天理時報社 1944

### 校注・訳
- 松尾芭蕉『奥の細道』校註  武蔵野書院 1949
- 向井去来、凡兆共撰『猿蓑 影印新註』武蔵野書院 1951
- 『日本古典文学全集 現代語訳 芭蕉集』河出書房 1956
- 『おくのほそ道』1957 岩波文庫
- 『日本古典文学大系 第46 芭蕉紀行・日記、俳文』(宮本三郎と校注) 岩波書店 1959
- 俳諧と方言一筑後柳川方言の俳諧について一(1)(2)(3) 『偏西風』1949年7・8・9月

## 参考
- 日本近代文学大事典
- 「故杉浦正一郎教授略歴及び主著」『語文』6/7(故杉浦教授追悼号) https://hdl.handle.net/2324/10262
- 「杉浦正一郎教授近影・略年譜」 『文学研究』56  https://hdl.handle.net/2324/2339135